# Arsen Pavlov
Pour les articles homonymes, voir Pavlov.
Arsen Sergueïevitch Pavlov (en russe : Арсен Сергеевич Павлов), dit Motorola, né le 2 février 1983 à Oukhta (Russie) et mort le 16 octobre 2016 à Donetsk (Ukraine), était un commandant séparatiste pro-russe pendant la guerre du Donbass.

## Biographie
En 1998, à l'âge de 15 ans, il perd ses parents, sa grand-mère le recueille. Il termine sa scolarité à l'école secondaire n° 13 d'Oukhta.
En 2002, il a quitté Oukhta et a commencé à servir dans les forces armées russes. Il part ensuite à Rostov-sur-le-Don. 
Il rejoint ensuite l'armée russe pour trois ans. Il y sert dans la 77e brigade d'infanterie de marine de la garde en tant que transmetteur, d'où son surnom "Motorola", et prend part à la seconde guerre de Tchétchénie. 
Dans une autre interview, Pavlov affirme qu'il a abandonné une femme et un fils de 5 ans en Russie avant d'aller en Ukraine, où il s'est remarié à Olena Kolenkina, 21 ans, à Slovyansk.

### Engagement en Ukraine
Il se rend dans l'est de l'Ukraine au printemps 2014 et s'engage au côté des forces indépendantistes pro-russes. Il participe aux combats de Sloviansk, Chyrokyne et Ilovaïsk ainsi qu'à la seconde bataille de l'aéroport de Donetsk, au sein du « bataillon Sparta ».
Devenu rapidement une icône dans les républiques autonomistes aux côtés de son compère Mikhaïl Tolstykh "Givi" le commandant du bataillon Somali, les deux commandants jouent un rôle assez important dans la communication et la tactique militaire des républiques. 
Au contraire, il est détesté par les autorités et les médias ukrainiens qui le décrivent comme un homme brutal. Un journaliste affirme que lors d'une conversation téléphonique, Arsen Pavlov lui aurait confié avoir exécuté quinze prisonniers de guerre. Le président ukrainien Porochenko affirme en effet que Pavlov serait responsable de la mort d'un prisonnier. Il est ciblé par les sanctions de l'Union européenne, avec plusieurs dizaines d'autres personnalités de la république populaire de Donetsk et de l'insurrection du Donbass.
Marié et père de deux enfants, il est constamment accompagné de deux gardes du corps en raison du risque d'attentat. Il est tué le 16 octobre 2016 à Donetsk par l'explosion d'une bombe placée dans son ascenseur,. Selon les sources, sont soupçonnés les services spéciaux ukrainiens ou la Misanthropic Division, mais aussi des services russes ou encore des purges internes aux mouvements séparatistes.
Le 20 mai 2022 Vladimir Poutine décerne à Arsen Pavlov la médaille de l'ordre du courage à titre posthume,.